# Штефанов-над-Оравоу (район Тврдошин)
Штефанов-над-Оравоу (словац. Štefanov nad Oravou, венг.  Stepanó) — деревня на севере Словакии района Тврдошин Жилинского края. Находится в исторической области Орава. Рядом протекает река Орава, на что указывает название деревни. Расположена в долине недалеко от Оравской плотины.
Население на 31 декабря 2019 года — 688 человек.
Первое письменное упоминание о деревне относится к 1355 году. До 1918 года входила в состав Венгерского королевства, затем — Чехословакии.
Местные жители были известны как умелые ткачи и плотники.

## Население
| Год:                | 1994 | 2004    | 2014     | 2024    |
| ------------------- | ---- | ------- | -------- | ------- |
| Количество человек: | 553  | 599     | 670      | 700     |
| Разница:            |      | +8,31 % | +11,85 % | +4,47 % |